# 릴리스 관리

소프트웨어 개발의 여러 단계에서 버전의 일반적인 이름

릴리스 관리(Release management)는 소프트웨어 빌드를 여러 단계와 환경에서 관리, 계획, 스케줄링 및 제어하는 프로세스이다. 여기에는 소프트웨어 릴리스를 테스트하고 배포하는 것이 포함된다.

## 프로세스와의 관계
애자일 소프트웨어 개발을 채택한 조직들은 훨씬 더 많은 양의 릴리스를 생산하고 있다. 애자일 개발의 인기가 높아지면서 지속적 전달로 알려진 새로운 소프트웨어 릴리스 접근 방식이 소프트웨어가 개발에서 릴리스로 전환되는 방식에 영향을 미치기 시작했다. 지속적 전달과 데브옵스의 한 가지 목표는 더 안정적인 애플리케이션을 더 빠르고 자주 릴리스하는 것이다. 애플리케이션이 "빌드"를 거쳐 다양한 환경에서 "릴리스"로 프로덕션에 이르는 과정은 지속적 전달 파이프라인의 일부이다. 릴리스 관리자들은 작업을 더 빠르고 안정적이며 반복 가능하게 자동화하여 지속적 전달 프로세스를 발전시키고 데브옵스 문화를 통합하는 데 도움이 되는 애플리케이션 릴리스 자동화 및 지속적 통합 도구를 활용하기 시작했다. 더 많은 소프트웨어 릴리스는 이러한 복잡한 애플리케이션 릴리스 프로세스를 실행하기 위한 릴리스 관리 및 자동화 도구에 대한 의존도를 높였다.

## ITIL/ITSM과의 관계
IT 서비스 관리 패러다임, 특히 ITIL 프레임워크를 사용하여 IT 운영을 관리하는 조직에서는 릴리스 관리가 ITIL 개념 및 원칙의 지침을 받게 된다. 릴리스 관리와 관련된 몇 가지 공식적인 ITIL 프로세스가 있으며, 주로 릴리스 및 배포 관리 프로세스는 "릴리스를 테스트 및 라이브 환경으로 이동하는 것을 계획, 스케줄링 및 제어하는 것을 목표로 한다." 그리고 변경 활성화 프로세스이다. ITIL 조직에서는 애자일 개발 환경보다 릴리스가 덜 빈번한 경향이 있다. 릴리스 프로세스는 IT 운영팀이 IT 서비스 관리 티켓 시스템을 사용하여 관리하며, 릴리스 프로세스 자동화에 대한 초점은 덜하다.